# John Polkinghorne
John Polkinghorne (ur. 16 października 1930 w Weston-super-Mare, zm. 9 marca 2021 w Cambridge) – brytyjski fizyk teoretyczny, teolog i pisarz. W swojej późniejszej karierze zajmował się badaniem relacji pomiędzy nauką a religią, za co w 2002 został odznaczony Nagrodą Templetona.

## Życiorys
Polkinghorne obronił licencjat z matematyki (1952) i uzyskał tytuł doktora fizyki (1955) na Trinity College. W latach 1968–1979 był profesorem fizyki matematycznej na Uniwersytecie w Cambridge. Zrezygnował ze stanowiska profesora na rzecz studiów teologicznych, zostając wyświęconym na księdza anglikańskiego w 1982. Od 1988 do 1996 pełnił funkcję prezesa Queens’ College (Cambridge).
Uważany jest za specjalistę od cząstek elementarnych i teorii pól kwantowych. Jest autorem 5 książek o fizyce i 26 książek poświęconych relacjom między nauką a religią, które przetłumaczone zostały na 18 języków, w tym kilka na język polski. W swoich książkach przedstawia stanowisko, że teologia i nauka mogą współgrać i nawzajem się uzupełniać. Broni też tezy, że naukę i religię więcej łączy niż dzieli, a łączy przede wszystkim szukanie prawdy o świecie.   
W 1997 został odznaczony Orderem Imperium Brytyjskiego w stopniu Kawaler Komandor (KBE).

## Wybrane książki
- Science and Creation: The Search for Understanding (Nauka i stworzenie. Poszukiwanie zrozumienia), ISBN 978-1-59947-100-6 (1988. Wyd. II: Templeton Foundation Press, 2006)
- The Faith of a Physicist: Reflections of a Bottom-Up Thinker, ISBN 978-0691036205 (Princeton University Press, 1994)
- Quarks, Chaos & Christianity: Questions to Science, ISBN 978-0281047796 (1994. Wydanie II: SPCK/Crossroad, 2005)
- Belief in God in an Age of Science, ISBN 978-0300099492 (Yale University Press, 1998)
- Science and Theology, ISBN 978-0800631536 (Fortress Press, 1998).
- Science and the Trinity: The Christian Encounter With Reality, ISBN 978-0300115307 (2004. Wyd. II: Yale University Press, 2006)
- Quantum Physics and Theology: An Unexpected Kinship, ISBN 978-0300138405 (SPCK, 2007)
- Questions of Truth: Fiftyone Responses to Questions about God, Science and Belief z Nicholas Beale, ISBN 978-0-664-23351-8 (Westminster John Knox, 2009)
- Science and Religion in Quest of Truth, ISBN 978-0300188110 (Yale University Press, 2011)